# أوقست جايجر (طيار بطل)
أوقست جيجير (بالألمانية: August Geiger) هو طيار بطل ألماني، ولد في 6 مايو 1920 في أوبرلنغن في ألمانيا، وتوفي في 29 سبتمبر 1943 في زاوديرزي في هولندا بسبب قتل في المعركة.